# Josefa de Bastavales
Josefa de Bastavales (Tordoya, La Coruña, 20 de julio de 1932-2 de octubre de 2024) fue una panderetera española que tocaba en la banda de Manu Chao.

## Trayectoria
Nació en el caserío de Santaia, a 30 km al norte de Santiago de Compostela. Empezó a tocar la pandereta cuando tenía diez años, «en aquellas foliadas que se hacían en la aldea».
Cuando tenía quince años de edad, se mudó con sus padres y sus hermanos a vivir a la aldea de Bemil, en la parroquia de Bastavales (en el municipio de Brion, a 16 km al suroeste de Santiago de Compostela), donde sus padres trabajaron como caseros.
Fue labradora de profesión y costurera de afición.
A pesar de dejar de vivir en Tordoya ―a 60 km de distancia―, Josefa siguió manteniendo contacto con su parroquia natal, y visitaba a menudo sus romerías. Un vecino que tocaba el acordeón en las celebraciones religiosas en la iglesia de Bastavales, le pidió que le acompañara con la pandereta. Josefa aprendió con él a tocar el acordeón y comenzó a practicar el canto acompañado con la pandereta. Josefa fue autodidacta en el mundo de la música, tenía muchas habilidades para tocar algunos instrumentos musicales y también para cantar.
En 1974 participó en un concurso en el programa de televisión Luar (del canal TVG), donde ganó un premio.
Quince años después, en 1989, ganó otro premio en el mismo programa.[cita requerida]
Josefa participó en varios grupos de renombre tanto a nivel nacional como internacional. Entre ellos se encuentran Cristina Pato (1980-), Susana Seivane (1976-), Fuxan os Ventos y el grupo irlandés de música folk The Chieftains.

## Manu Chao
Esta vecina de Brion fue impulsada por el músico francés Manu Chao (1961-) y pasó su mejor experiencia musical actuando con él en el Festival Internacional de Música de Francia.
También de su mano actuó en varios conciertos en Barcelona.

Al principio me costó. Hacía poco que había muerto mi marido pero desde que salí con ellos, volví a respirar fuerte. Fue el mejor medicamento. [...] La verdad es que siempre me sentí muy bien porque me cuidaron mucho al ser la mayor del grupo.
Josefa de Bastavales

En 1999 el músico francés Manu Chao organizó una gran pulpada
en la casa que su padre ―Ramón Chao (1935-)―  en Bastavales (300 m al norte de la casa de Josefa). Eran más de treinta invitados. Entre ellos estaban Xurxo Souto, Os Diplomáticos de Monte Alto, José Manuel Pereiro y Pinto d'Herbón.
«Vinieron a buscarme, hicimos la comida, todo acabó en una fiesta y ahí surgió una gran amistad».
La mujer, como lo veía de tanto en tanto, cuando lo saludaba le decía en broma: «¡Uf, aquí llega el desaparecido!». Manu Chao utilizó ese sobrenombre como idea para su canción Desaparecido, que compuso en la cocina de la casa de Josefa.
Luego Manu Chao le hizo participar en algunas grabaciones caseras (con su estudio de grabación portátil). Cuando el esposo de Josefa falleció, él la invitó a cantar y tocar la pandereta en Lyon (Francia).
Ella nunca había ido más lejos que León (España).
Más tarde la convocó a cada recital que hacía por la zona: Lalín, Pontevedra, La Coruña, Costa de la Muerte... Finalmente participó en una gira con Manu Chao y sus músicos ―siempre acompañada por sus hijas― que la llevó durante nueve meses por España y Francia.
Josefa de Bastavales cantó con el músico en el concierto que ofreció en el verano de 2001 en Lalín, la capital de la comarca del Deza.
En el verano de 2002 tocaron en Villagarcía, en Lalín y en Cambados.
Ha compartido escenario con Mercedes Peón (1967-), Xurxo Souto (1966-), Amparanoia y Pinto d’Herbón, entre otros.

## Vida privada
Josefa vivió con sus hijos Rogelio y Julián ―tuvo al menos dos hijas más― y repartió el tiempo entre cuidar su casa y tocar música.Evocaba entre risas que, poco después tuvo que desechar una oferta de entrar en el mundo del cine, debido a que sus hijas no podían acompañarla, como lo habían hecho antes en los viajes con motivo de los conciertos con Manu Chao.